# Typologie měsíčních kráterů
Typologie měsíčních kráterů se zabývá rozdělením kráterů na Měsíci podle společných znaků do několika skupin. Bylo určeno pět takovýchto skupin. Jsou to:
- Jednoduché krátery – kráter má mísovitý tvar a mírně zdvižený okraj. Do této skupiny patří nejmenší krátery přibližně do průměru 10 km. Příkladem je Linné (průměr 2,2 km[1]) nebo Moltke (průměr 6,5 km)[2].
- Přechodný typ kráteru – tyto krátery již nemají tak jednoduché dno, začíná se zde objevovat struktury vyvýšenin. Průměr těchto kráterů je od 10 km do přibližně 20 km. Příkladem tohoto typu kráteru je Bessel (průměr 16 km).
- Komplexní krátery – tyto krátery mají v centrální části vyvýšeniny a vnitřní stěny tvoří terasy, které vznikly sesuvy vnitřních částí okrajových valů. Průměr těchto kráterů je od 20 km do 200 km. Příklady kráterů, které patří do této skupiny, jsou Tycho (průměr 85 km), Koperník (průměr 93 km).
- Impaktní pánve – jsou to krátery o průměru větším než 200 km. Tyto krátery mají několikanásobné soustředné valy. Příkladem tohoto typu kráteru je Schrödinger (průměr 320 km)
- Mnohaprstencové impaktní pánve – tato poslední skupina kráterů je největší, průměr pánví je větší než 300 km. Tyto krátery mají uvnitř mnohonásobné soustředné prstence vyvýšenin. Nejzachovalejším příkladem tohoto typu kráteru je pánev Orientale, ležící na rozhraní přivrácené a odvrácené části Měsíce. Na přivrácené straně Měsíce můžeme do této skupiny kráterů zařadit Mare Imbrium a Mare Nectaris.

## Jiná kategorizace
Antonín Rükl se ve svém díle Atlas Měsíce drží tradiční kategorizace užívané v selenografické literatuře. Krátery se dle vzhledu a velikosti dělí na následující:
- Valové roviny - rozsáhlé krátery o průměru 60–300 km, často s mohutným okrajovým valem, jenž však může být narušen menšími krátery, sesuvy nebo údolími. Jejich dno kopíruje zakřivený tvar měsíčního tělesa a nachází se na něm malé krátery a prohlubně, brázdy, pahorky. Příklady: Ptolemaeus, Clavius, Posidonius.
- Kruhová pohoří - mají průměr 20–100 km, pravidelný a relativně kruhový val s ostrým okrajem (hřeben), jehož vnitřní strana je terasovitá (nemálo teras vzniklo sesuvem). Dno je často níže než vnější okolí kráteru a v jeho centru se nalézá středový pahorek či skupina vrcholků. Příklady: Koperník, Tycho, Arzachel.
- Krátery s ostrým okrajem - průměr 5–60 km. Má jednoduchý pravidelný kruhový val bez teras a bez centrálního pahorku. Příklady: Kepler, Hortensius.
- Malé krátery - resp. kráterové jamky, jejich průměr je menší než 5 km.

Ovšem nemálo krárerů má i další specifické vlastnosti. Mohou mít oválný či nepravidelný tvar (např. Messier, Schiller), dvojitý okrajový val (Hesiodus A, Marth) nebo být zatopeny lávou. Existují i shluky navzájem se překrývajících kráterů (Hainzel, Fauth).
Nutno podotknout, že drtivá většina kráterů jsou velmi mělké útvary a nikoli hluboké prohlubně. Iluzi hloubky vytvářejí při pozorování ze Země stíny zejména při šikmém slunečním osvětlení. Při strmém osvětlení, kdy je Slunce vysoko nad kráterem, mizí detaily a kráter se stává obtížně pozorovatelným.

## Galerie

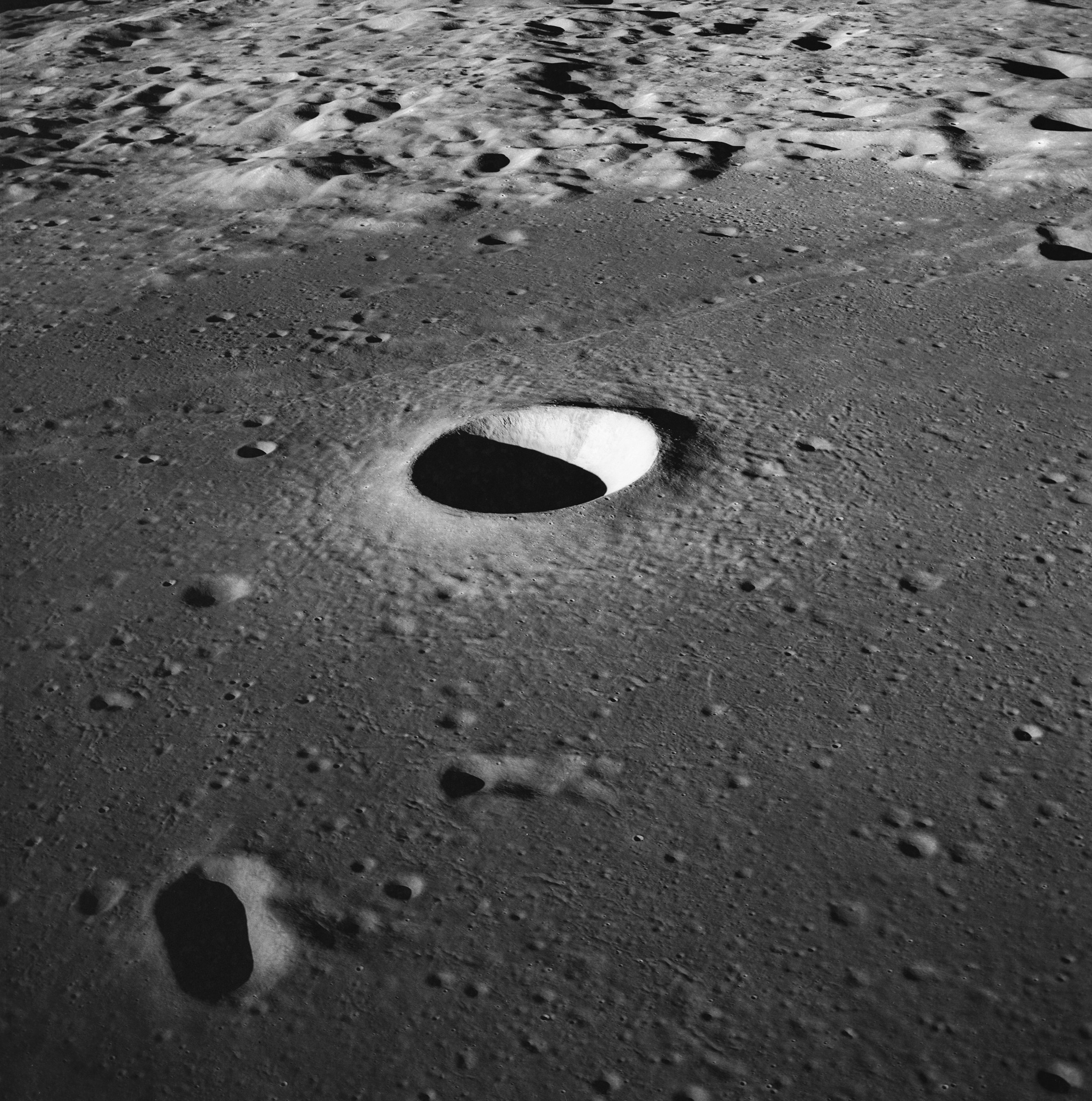
Kráter Moltke na snímku z Apolla 10.
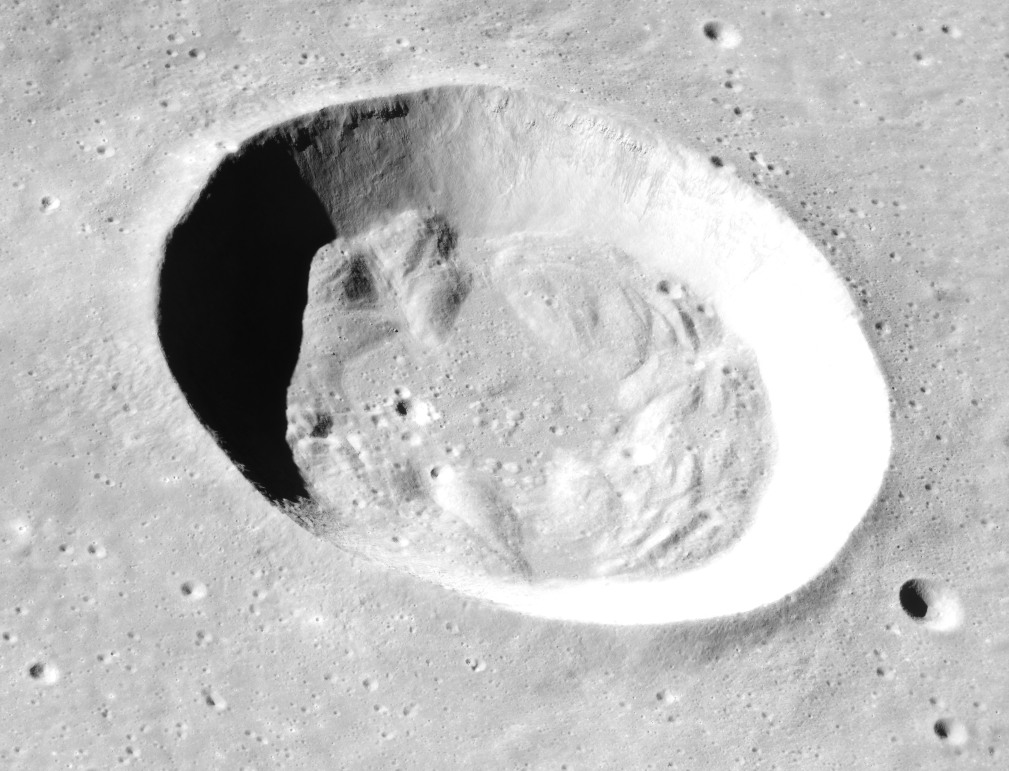
Kráter Bessel na snímku z Apolla 15.
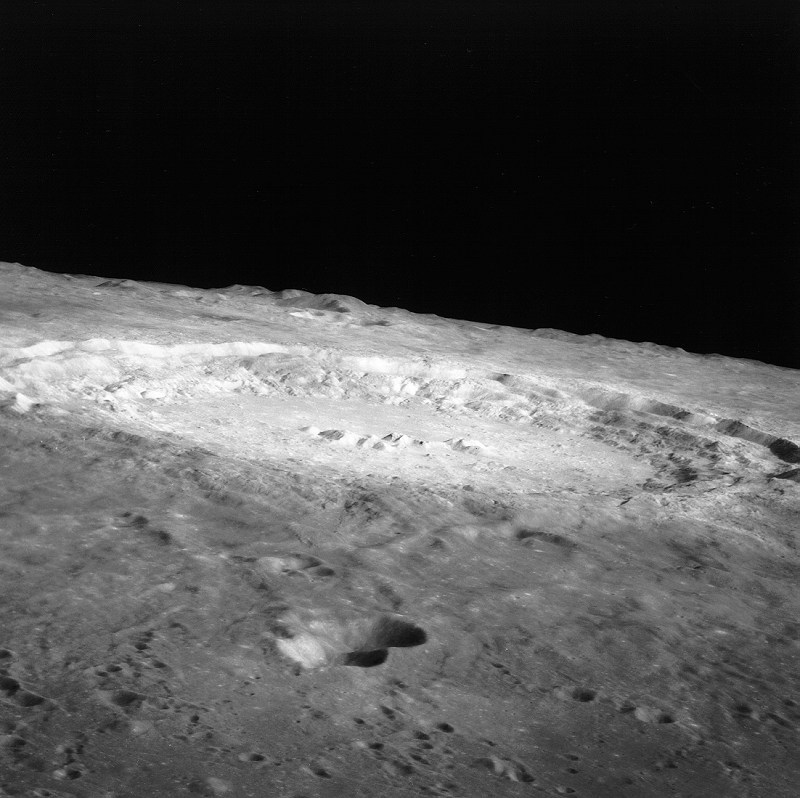
kráter Koperník s terasami.
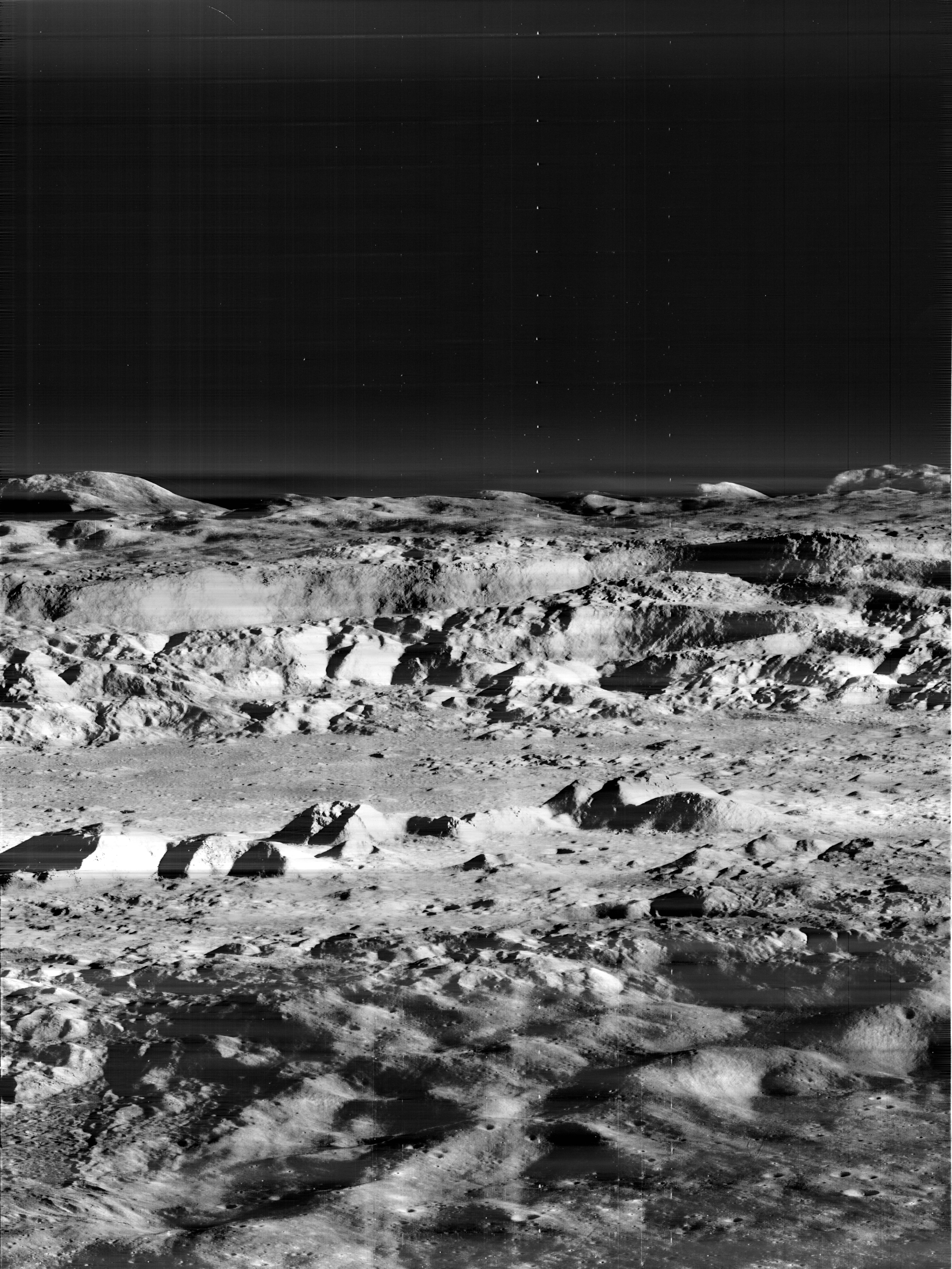
Snímek kráteru Koperník pořízený sondou Lunar Orbiter 2. Dobře viditelné jsou vyvýšeniny v centrální části dna kráteru a terasy vzniklé sesuvy.
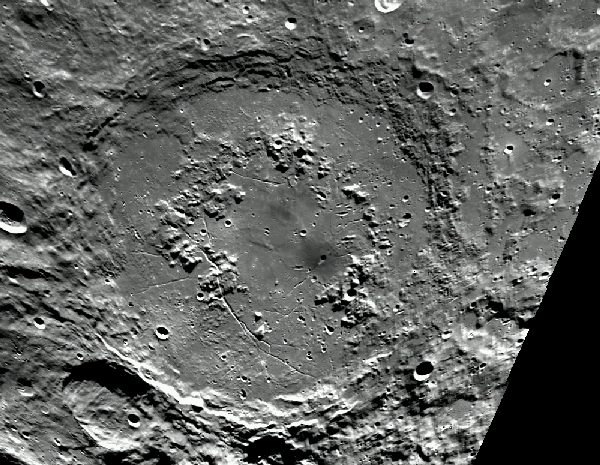
Snímek kráteru Schrödinger pořízený sondou Clementine.
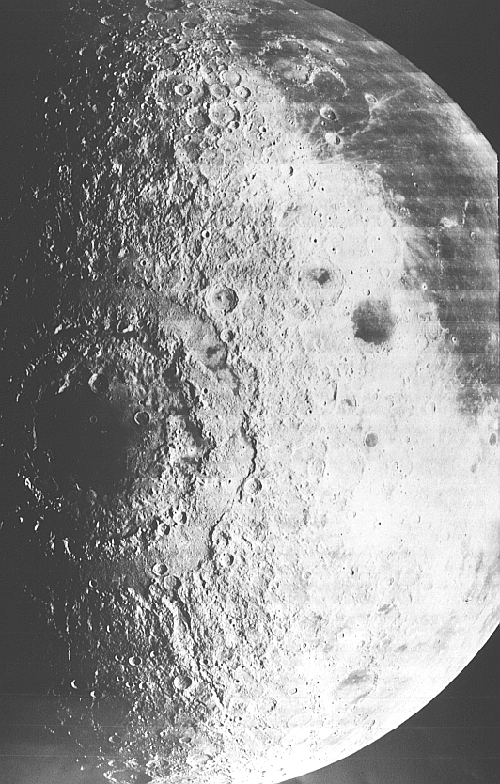
Snímek pánve Orientale pořízený sondou Lunar Orbiter 4.